# 川本末治
川本 末治（かわもと すえじ、1898年（明治31年）6月16日 - 1983年（昭和58年）12月3日）は、昭和期の実業家、政治家。衆議院議員。

## 経歴
愛知県愛知郡、のちの長久手村（長久手町を経て現長久手市）で生まれる。1922年（大正11年）明治大学法学部を卒業した。
実業界では、横浜製糸取締役社長、横浜石材取締役社長、東洋製油工業専務取締役、日本螺旋管工業専務取締役、三進興業専務取締役などを務めた。
1949年（昭和24年）1月、第24回衆議院議員総選挙に愛知県第2区から民主自由党所属で出馬して当選し、衆議院議員に1期在任。この間、民主自由党庶務部副部長などを務めた。
その後、全国消火弾工業会長、消防団員等公務災害保障等共済基金理事などを務めた。
1983年12月、心不全のため死去した。

## 国政選挙歴
- 第22回衆議院議員総選挙（愛知県第1区、1946年4月、日本自由党公認）落選[5]
- 第23回衆議院議員総選挙（愛知県第2区、1947年4月、日本自由党公認）落選[6]
- 第24回衆議院議員総選挙（愛知県第2区、1949年1月、民主自由党）当選[4]
- 第25回衆議院議員総選挙（愛知県第2区、1952年10月、自由党）落選[4]
- 第26回衆議院議員総選挙（愛知県第2区、1953年4月、日本自由党）落選[7]
- 第27回衆議院議員総選挙（愛知県第2区、1955年2月、日本民主党）落選[7]
- 第6回参議院議員通常選挙（愛知県地方区、1962年7月、無所属）落選[8]